# Tian Liang
Tian Liang (chinês: 田亮, pinyin: Tián Liàng; Chongqing, 27 de agosto de 1979) é um saltador e ator chinês, campeão olímpico.

## Carreira
Ele competiu nos Jogos Olímpicos de Verão de 2000 em Sydney e venceu a prova masculina de plataforma de 10 metros com a pontuação total de 724.53. Na edição seguinte, em Atenas, conquistou a medalha de ouro na disputa sincronizada ao lado de Yang Jinghui. Seu envolvimento em atividades comerciais, além de outras disputas com a seleção nacional, levaram a equipe chinesas a demiti-lo após repetidas advertências. Depois de se aposentar, dedicou-se à carreira cinematográfica.